# Gila purpurea
Espèce
Statut de conservation UICN

 VU D2 : Vulnérable
Gila purpurea est une espèce de poisson de la famille des cyprinidés. On le trouve au nord du Mexique et aux États-Unis.

## Alimentation
Il se nourrit d'insectes aquatiques et de petits poissons s'il y en a. Sinon il se nourrit d'algues, d'insectes terrestres et d'arachnides.